# Charkh
Charkh är ett distrikt i Afghanistan. Det ligger i provinsen Logar, i den östra delen av landet, 80 kilometer söder om huvudstaden Kabul.
Distriktet beräknades år 2022 ha cirka 52 000 invånare.